# ВАЗ 2105
„ВАЗ 2105“ („Лада“) е автомобил с каросерия тип седан, произвеждан от 1980 до 2010 година в завода на „АвтоВАЗ“.

## История
Производството на модела „ВАЗ-2105“ започва като модернизиране на модела „ВАЗ-2101“. Първите му партиди са произведени в края на 1979 г., като серийното производство започва през следващата година.
Въз основа на модела 2105 са създадени моделите „Лада 2107“ (1981 г.) и „Лада 2104 комби“ (през 1984 г.).
В периода от 1995 до 2006 година, въз основа шасито и двигателя на модела 2105, започва производството на пикап „ВИС 2345“.

## Галерия
- В Балчик
- Във Финландия
- Състезателна „Лада 2105“